# Kiddy Citny
Kiddy Citny (* 1957 in Stuttgart) ist ein deutscher Musiker und bildender Künstler.

## Leben

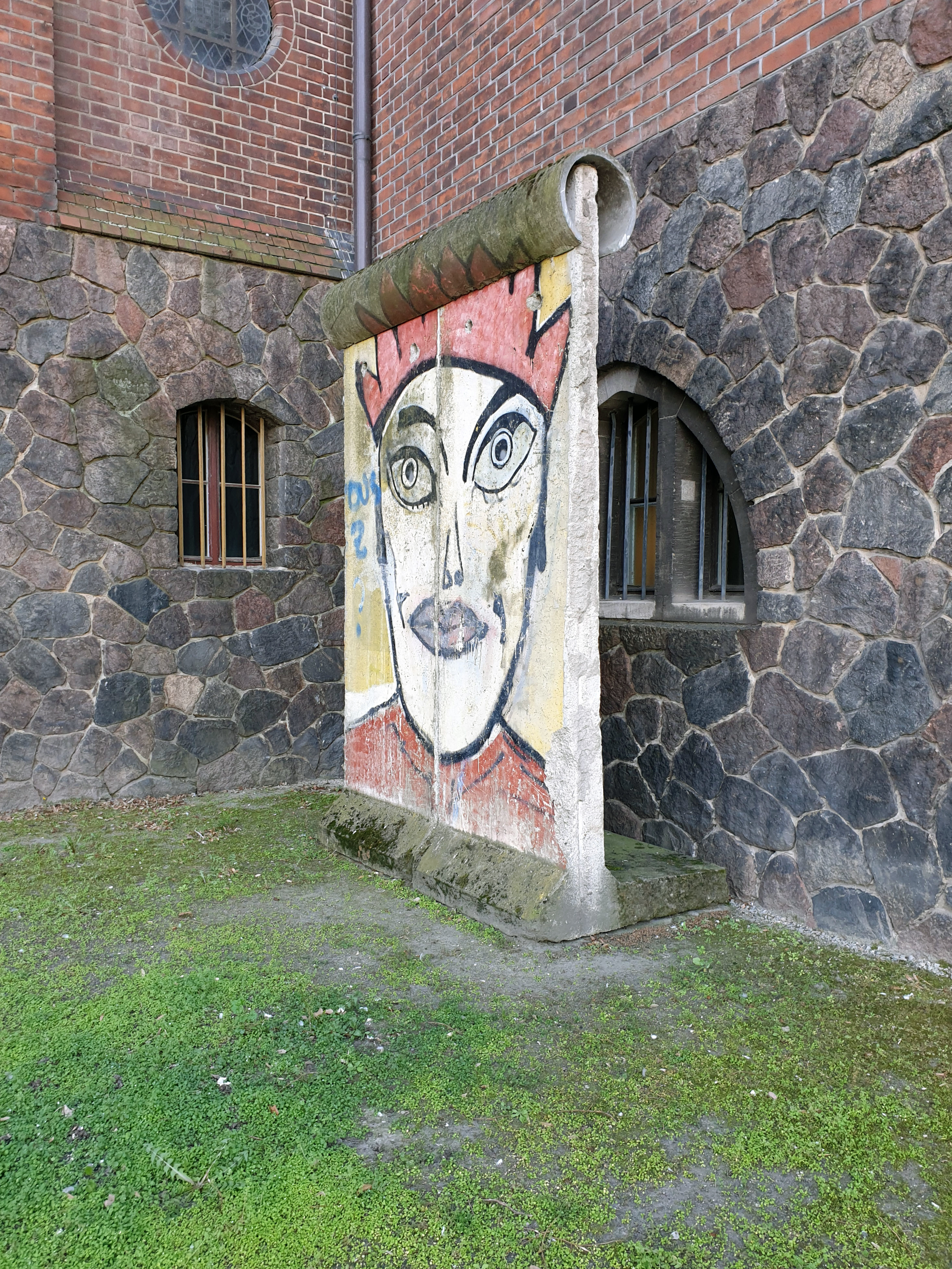
Mauersegment vor dem Märkischen Museum in Berlin-Mitte

Citny wuchs in Bremen auf, zog 1977 nach West-Berlin, hat in Amsterdam und London (1979), in Zürich (1980), Bern (1989/90), Los Angeles (1993/94) gelebt und bis 2000 auch ein Atelier in München genutzt.

## Werk
Bekanntheit erlangte Citny als einer der Berliner „Mauermaler“, gemeinsam mit dem Franzosen Thierry Noir und anderen. Citnys 1985 gemalte, 3,6 Meter hohen Köpfe fanden den Weg von der Mauer über Touristenfotos und Postkarten in alle Welt. Die illegale Aktion war der Versuch „Ostberlin mit Kunst einzuschließen“.
Mit dem Mauerfall gelangte seine Malerei mitsamt den betonschweren Bildträgern in internationale Kunstsammlungen – so auch ins New Yorker Museum of Modern Art (MOMA). Ein weiteres Mauersegment steht vor dem Märkischen Museum in Berlin.
45 Mauersegmente wurden 1990 staatlich organisiert mit dem Prädikat „historisch besonders wertvoll“ versteigert.
Die Citny-Gesichter waren auf dem Cover des Versteigerungskataloges zu sehen.
Der Ost-Berliner Außenhandelsbetrieb Limex veräußerte Teile des Citny-Fries unter anderem an das MOMA. Citny versuchte am Erlös des Verkaufs durch eine Klage teilzuhaben, es sei eine ungerechtfertigte Bereicherung. Limex warf Citny „Sachbeschädigung von Grenzeinrichtungen“ vor und nannte die Werke, für die es 500.000 D-Mark erhalten hatte „Schmierereien“.
Eine Teilstrecke der von Citny und seinen Freunden bemalten Mauer diente Wim Wenders 1987 als Kulisse in seinem Film Himmel über Berlin. Für den Film-Soundtrack nahm Citny auch mit seiner Band Sprung aus den Wolken (unter dem Label „FAUX PAS“) das Stück „Pas Attendre“ auf. Nach der ersten Station namens „Out“ (einem Musikprojekt mit Nina Hagen, 1980) tourte Citny mit Sprung aus den Wolken – anfangs im selben Programm mit den Einstürzenden Neubauten – bis 1989 durch Deutschland und die westlichen Nachbarländer. In dieser Zeit praktizierte die Citny-Crew auch die heute Crossover genannte Verknüpfung von Musik, Bewegung und Malerei in videodokumentierten Performances. Darüber hinaus zählt Citny zu den ersten Künstlern, die Bilder am Computer generierten, ihre Werke auf PC-Disketten und CD-ROMs speicherten und später auch per Internet verbreiteten.
2012 wurde von Julia Starp kreierte Mode auf der Berlin Fashion Week gezeigt, die zusammen mit Citny entstand. In der Kollektion SHE war Haute Couture aus Leinwänden, bemalt von Citny, zu sehen. Die Werke waren auch zu Gast im Staatlichen Textil- und Industriemuseum im Augsburger Textilviertel.